# 遠藤千元
遠藤 千元（えんどう ちもと、1878年6月8日 - 1936年2月19日）は、日本の政治家。衆議院議員（1期）。

## 経歴
東京都出身。浅草区会議員、同議長、東京府会議員、同参事会員、同議長を務める。電気機具商を営み、大正製氷(株)常務取締役、東京乾電池会社社長、徳風、堤南各幼稚園委員長、東京府、浅草区各史編纂委員となる。
1930年の第17回衆議院議員総選挙において東京3区から立憲民政党公認で立候補してトップ当選し、衆議院議員を1期務めた。1932年の第18回衆議院議員総選挙で落選した。1936年死去。